# Varash
Varash (en ucraniano Вараш, desde 2016), anteriormente denominada Kuznetsovsk (en ucraniano Кузнецовськ) es una ciudad de Ucrania, capital del raión homónimo en la óblast de Rivne. Está situada a 86 kilómetros al noroeste de Rivne. Su población es de 39 305 habitantes (2005).
La central nuclear de Rivne se encuentra a 5 kilómetros al sudeste de la ciudad.

## Historia
La ciudad fue fundada en 1973, al lado de la central nuclear de Rivne, que estaban construyendo. El lugar estaba ocupado anteriormente por el pueblo de Varash. Recibió el nombre de Nikolái Ivánovich Kuznetsov, un agente secreto y partidario soviético, fallecido en 1944, y convertido en Héroe de la Unión Soviética. La ciudad tuvo un rápido crecimiento durante los años 80 y 90. La ciudad ofrece un interesante y tardío ejemplo de urbanismo socialista. 

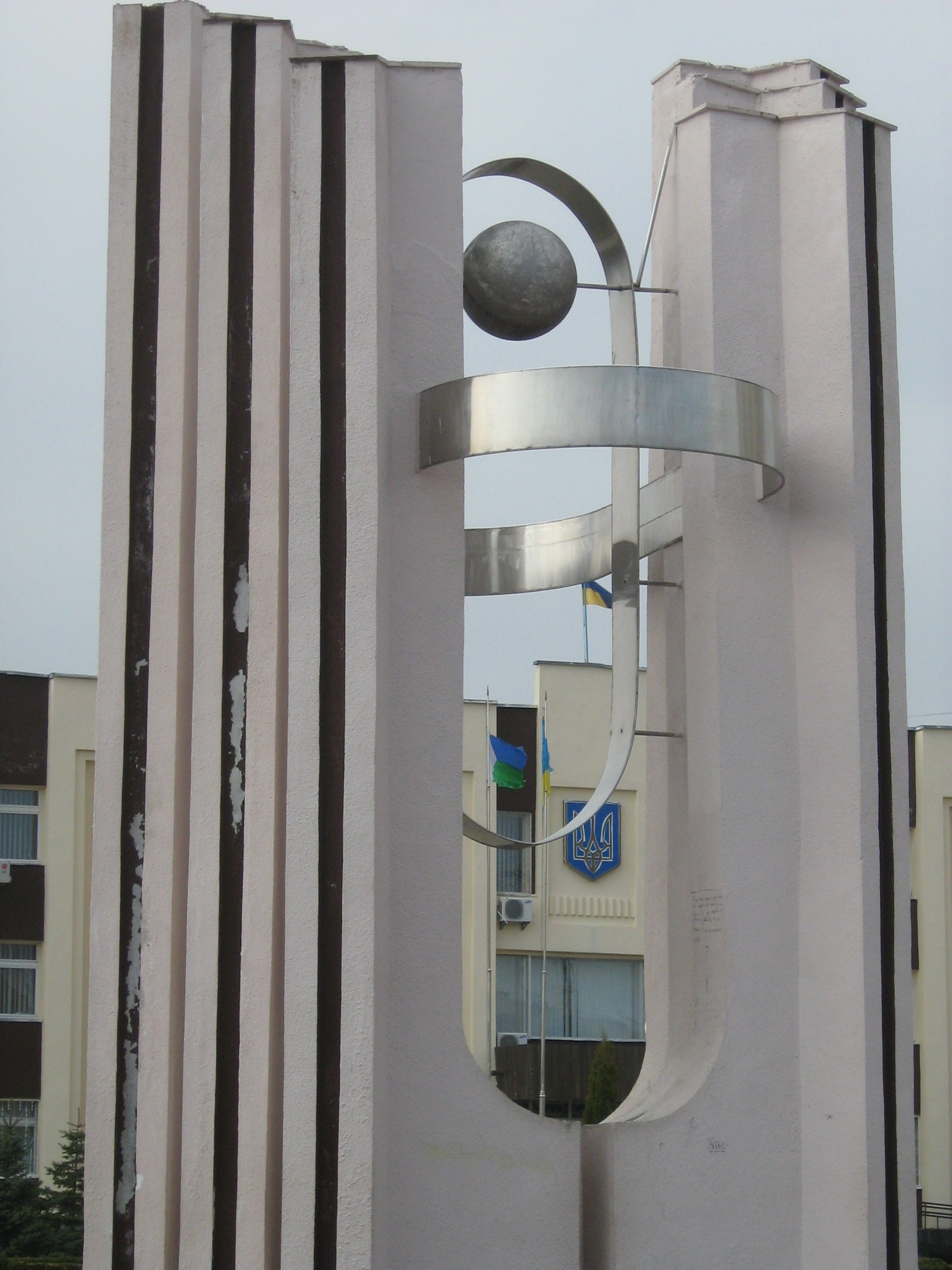
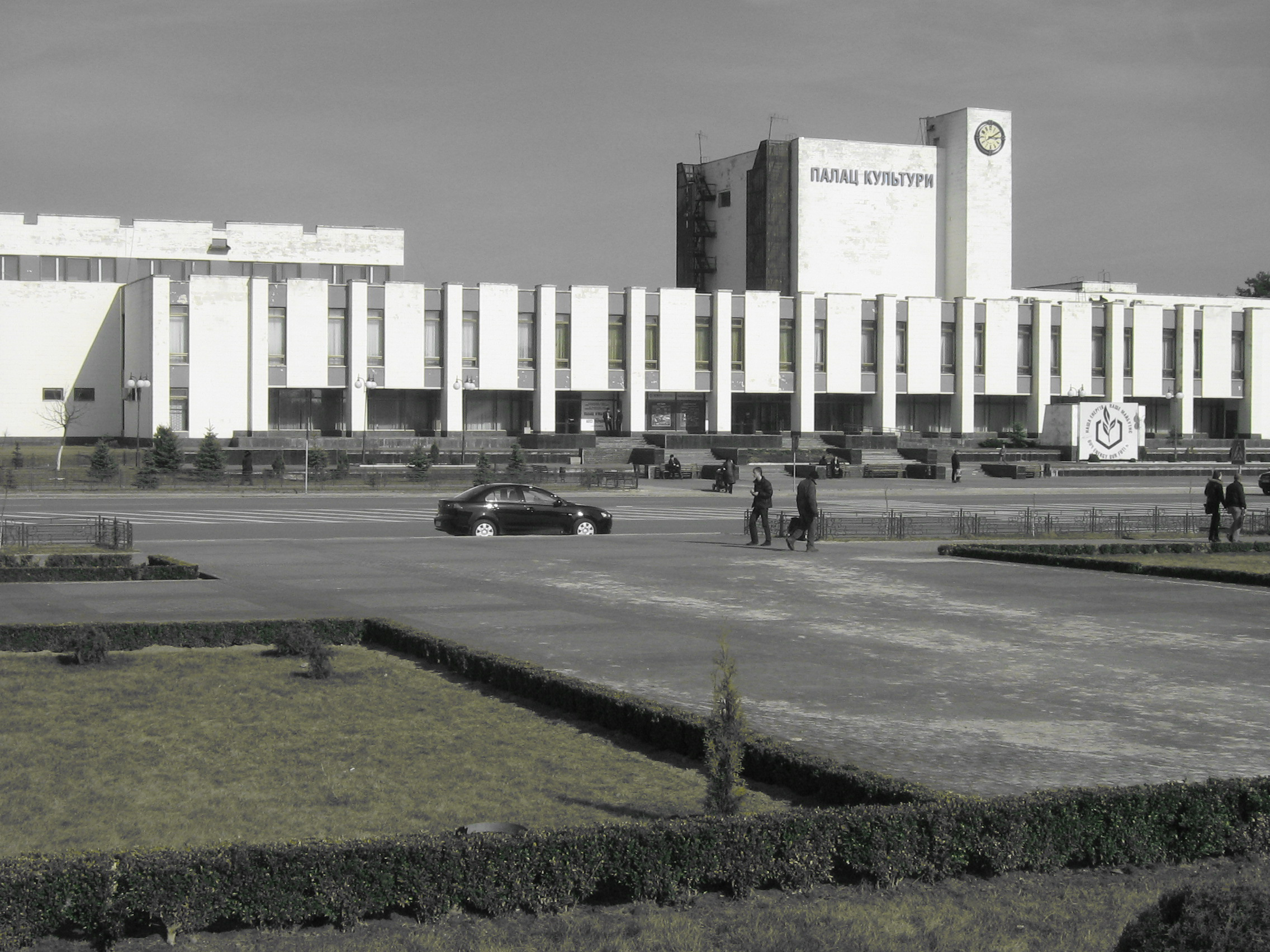
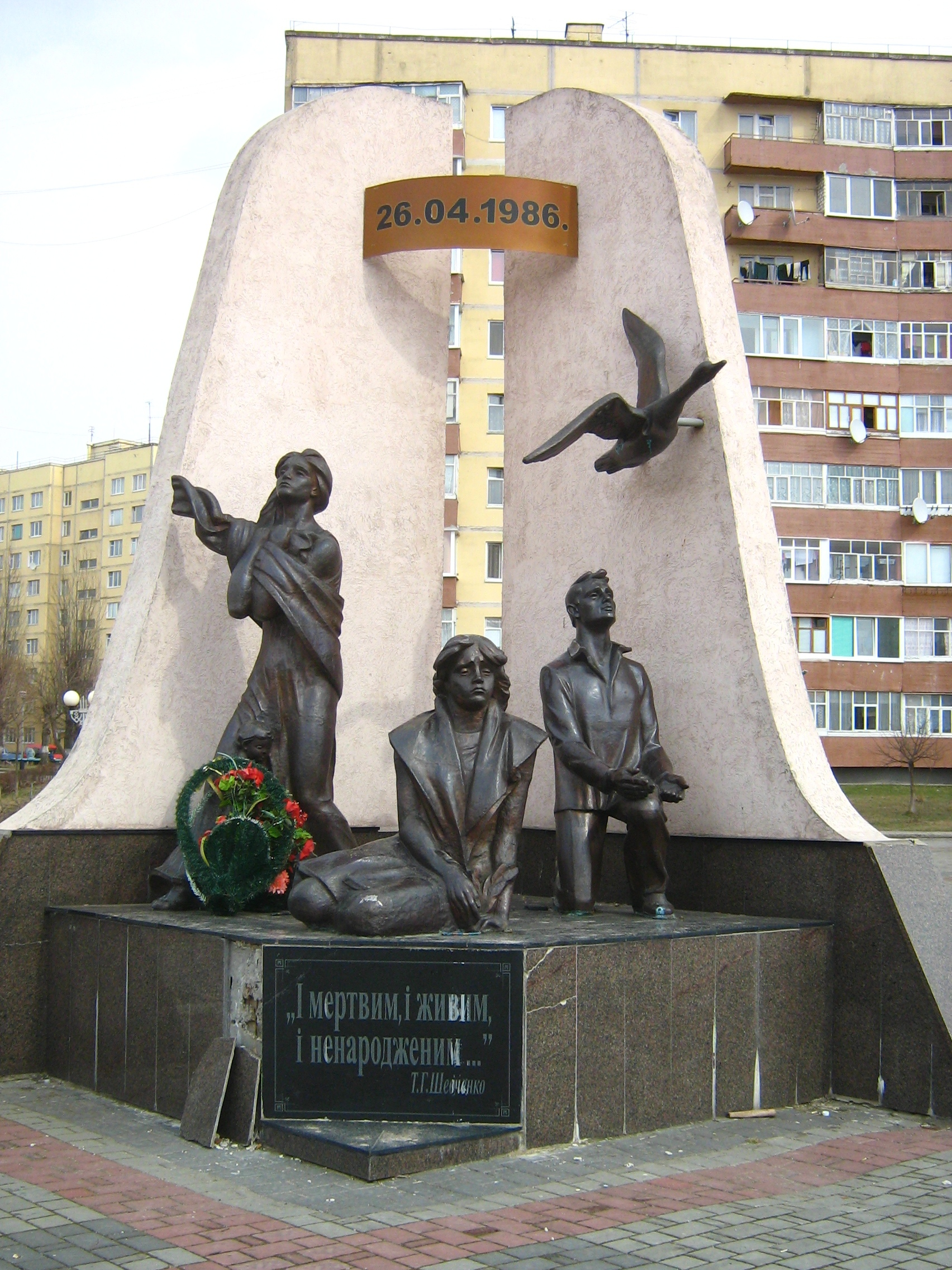
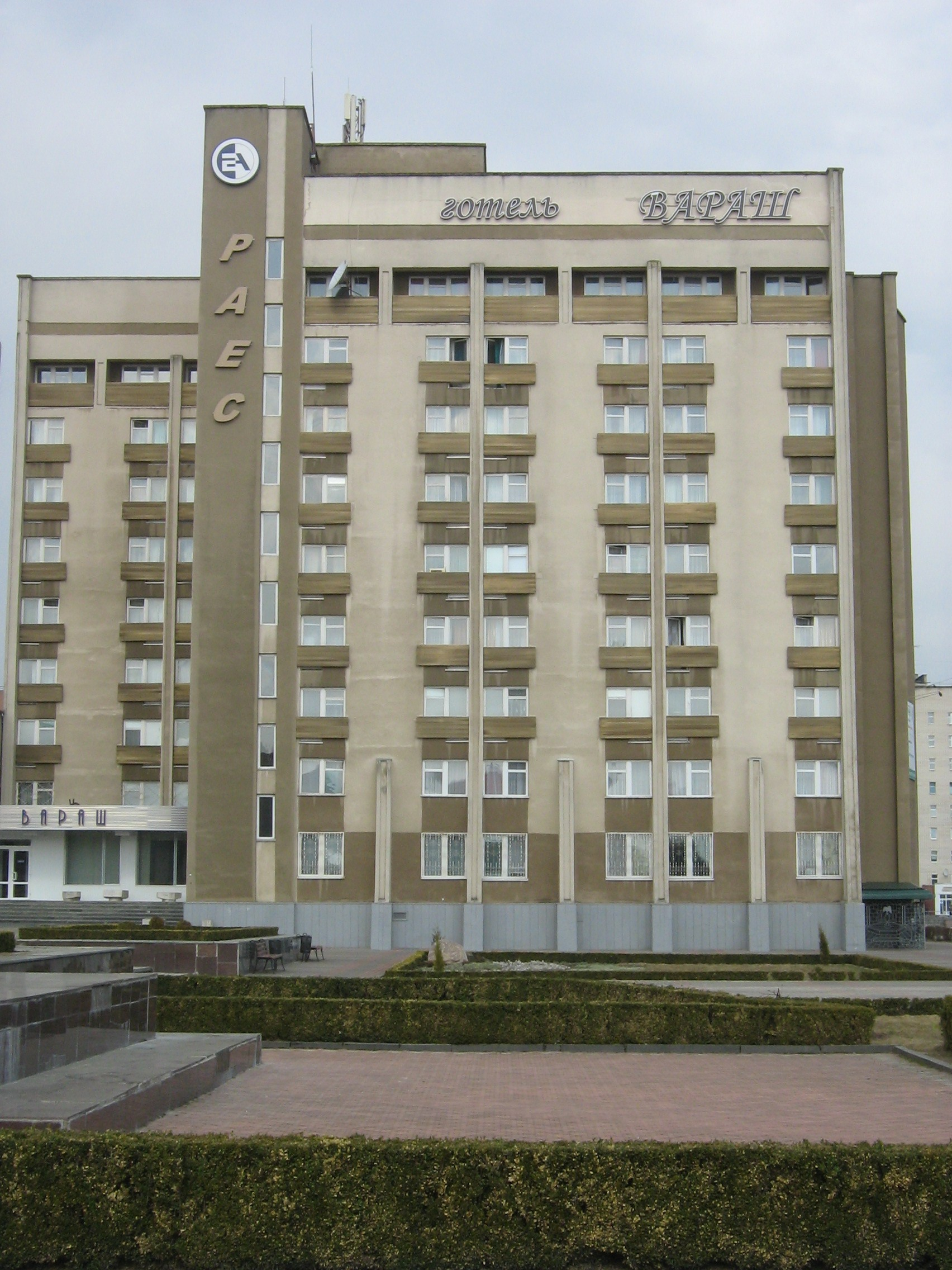
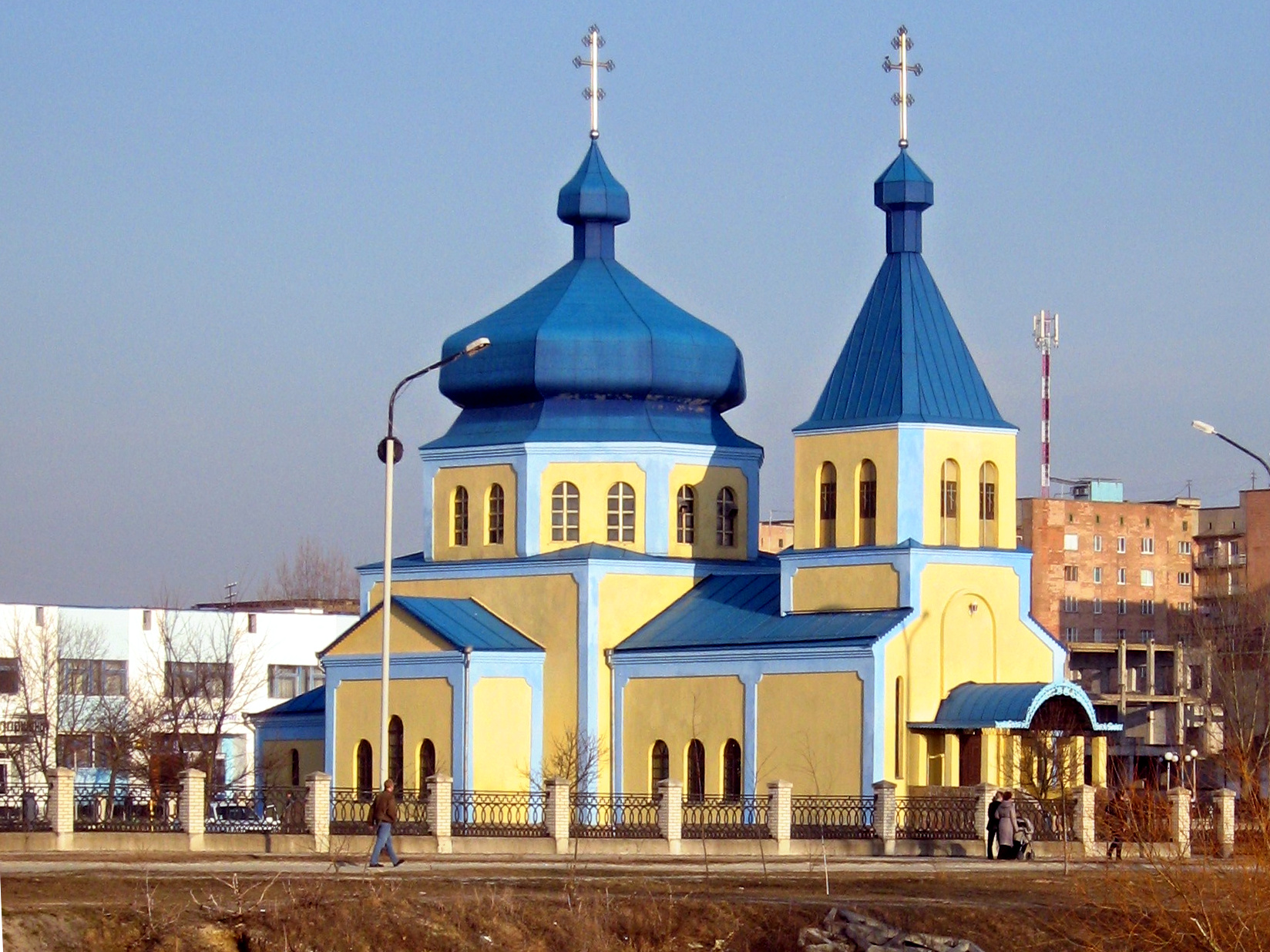
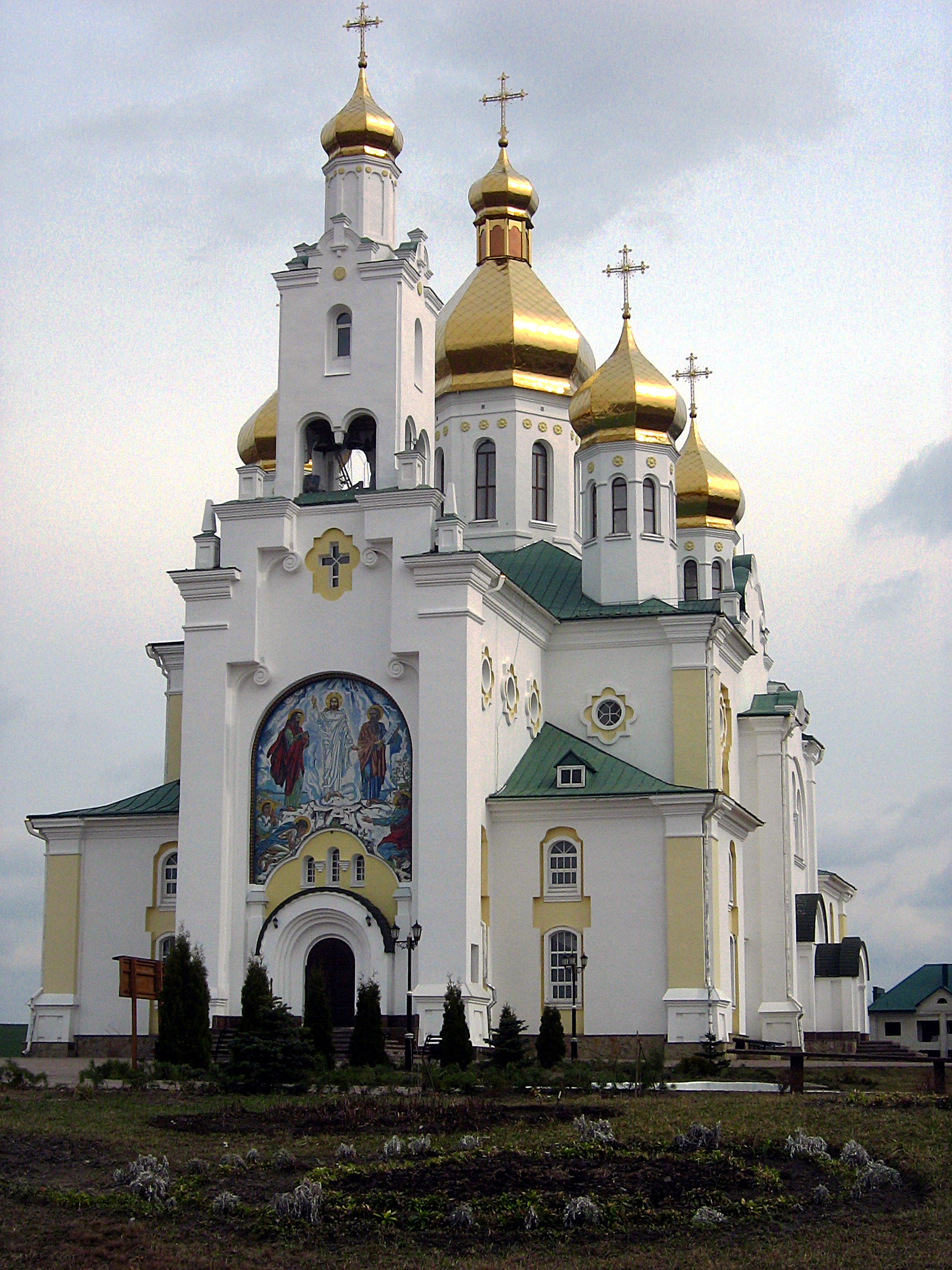
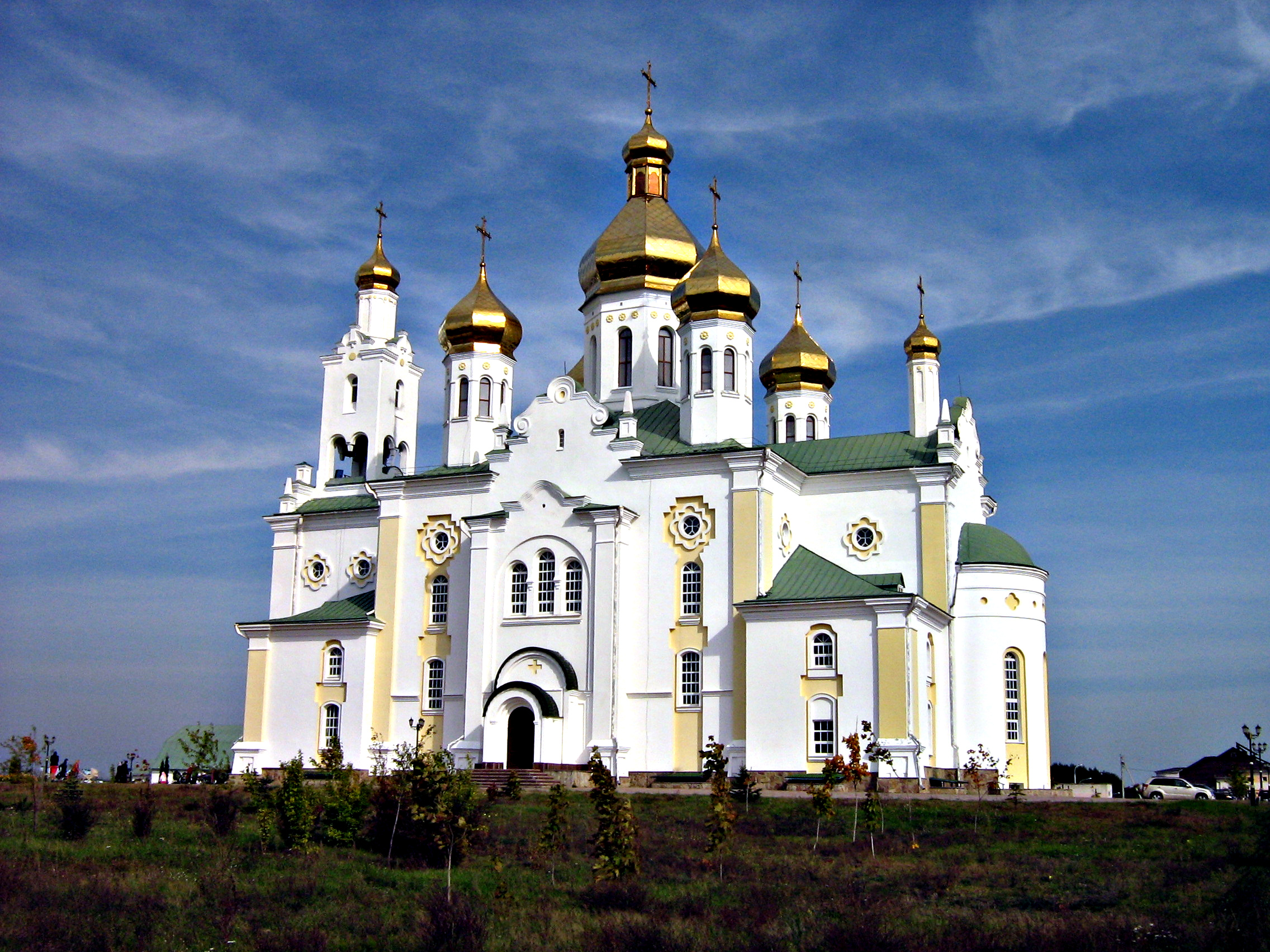
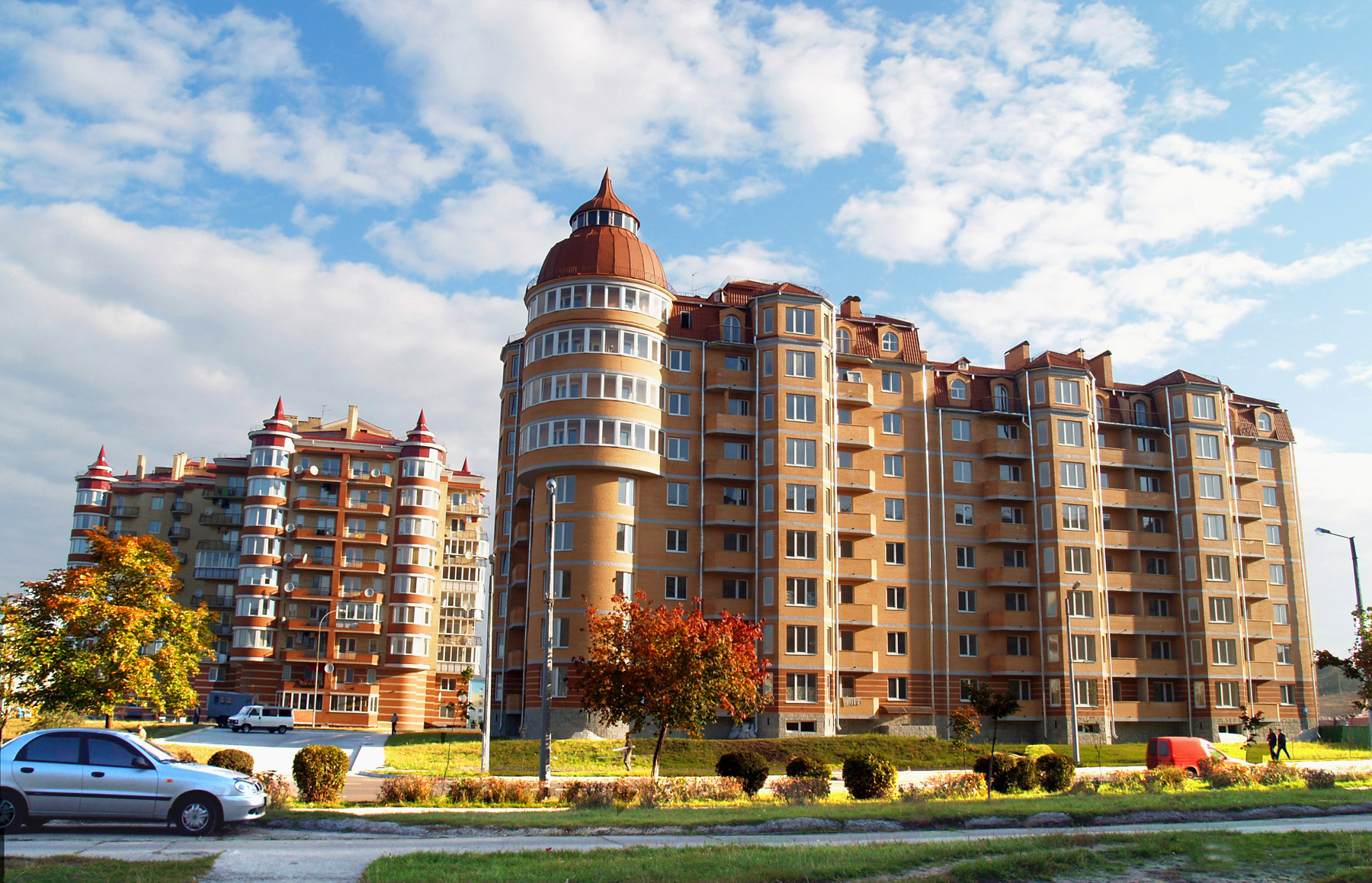

## Población
| 1979  | 1989   | 2001   | 2005   | 2015   |
| ----- | ------ | ------ | ------ | ------ |
| 9.026 | 29.858 | 38.907 | 39.305 | 41.900 |

## Pedanías
El municipio incluye los siguientes pueblos como pedanías:
- Bilska Volia
- Berezyná
- Kruhle
- Rudka
- Zábolotia
- Múlchytsi
- Zhuravlyne
- Krymne
- Urichchia
- Ozertsí
- Horodok
- Sobishchytsi
- Sopáchiv
- Dibrova
- Shchókiv
- Stara Rafálivka
- Babka